# 36. Touloni Ifjúsági Torna
A 2008-as Touloni Ifjúsági Torna a 36-ik kiírása a Touloni Ifjúsági Tornának. 2008. május 20-a és május 29-e között rendezték meg.
A torna az eddigiekhez hasonlóan meghívásos alapú, vagyis nem rendeztek selejtező-mérkőzéseket. A házigazda francia labdarúgó-válogatotton kívül további hét, összesen nyolc 23 éven aluli nemzeti csapat mérkőzött meg az utánpótlás tornán.
A 2007-es kiíráshoz képest a szabályok annyiban módosultak, hogy a korábbi években megszokott 2×40 perces félidők helyett 2x45 perces játékrészeket rendeznek.
A 2008. évi nyári olimpiai játékokon részt vevő csapatok közül Elefántcsontpart, Hollandia, Japán, az Egyesült Államok, és Olaszország vett részt a rendezvényen.
A csapatok szövetségi kapitányai között neves szakemberek találhatóak, olyan korábbi kiváló labdarúgók, mint Ümit Davala (Törökország), Peter Nowak (Egyesült Államok) és Pierluigi Casiraghi (Olaszország), illetve neves labdarúgóedzők, Marcelo Bielsa (Chile), Gérard Gili (Elefántcsontpart) és Jean Gallice (Franciaország).

## Részt vevő csapatok
- Chile
- Elefántcsontpart
- Franciaország (házigazda)
- Olaszország
- Japán
- Hollandia
- Törökország
- Egyesült Államok

## Helyszínek
A mérkőzéseket az alábbi régiókban fogják megrendezni:
- Aubagne
- Hyères
- La Londe
- La Seyne
- Saint-Cyr-sur-Mer
- Solliès-Pont
- Toulon

## Játékvezetők
| Afrika - Monetchet Nahi Ázsia - Kenji Ogiya Észak-Amerika, Közép-Amerika & Karibi térség - Steven Depiero | Európa - Firat Aydinus - Paolo Tagliavento - Lain Brines - Olivier Thual - Jorg Sousa |

## Eredmények

### Csoportmérkőzések

#### A csoport
| Csapat        | M | Gy | D | V | Lg | Kg | Gk | P |
| ------------- | - | -- | - | - | -- | -- | -- | - |
| Chile         | 3 | 3  | 0 | 0 | 9  | 3  | +6 | 9 |
| Japán         | 3 | 2  | 0 | 1 | 3  | 3  | 0  | 6 |
| Hollandia     | 3 | 1  | 0 | 2 | 1  | 3  | −2 | 3 |
| Franciaország | 3 | 0  | 0 | 3 | 4  | 8  | −4 | 0 |

| 2008. május 20. 18:10 | Japán   | 1–0                 | Hollandia | Stade Mayol, Toulon Játékvezető: Steven Depiero (kanadai) |
| 2008. május 20. 18:10 | Lee 64' | (0–0) (Jegyzőkönyv) |           | Stade Mayol, Toulon Játékvezető: Steven Depiero (kanadai) |

| 2008. május 20. 20:30 | Franciaország                                 | 3–5                 | Chile                                                                 | Stade Mayol, Toulon Játékvezető: Paolo Tagliavento (olasz) |
| 2008. május 20. 20:30 | Bonnet 19' Quercia 23' Pentecôte 47' Faty 52′ | (2–1) (Jegyzőkönyv) | Fuenzalida 33' Martínez 54' Louvion 80' (öngól) Lorca 89' Sagredo 90' | Stade Mayol, Toulon Játékvezető: Paolo Tagliavento (olasz) |

| 2008. május 22. 18:10 | Franciaország | 1–2                 | Japán                    | Stade perruc, Hyères Játékvezető: Monetchet Nahi (elefántcsontparti) |
| 2008. május 22. 18:10 | Quercia 71'   | (0–1) (Jegyzőkönyv) | Umesaki 17' Morimoto 60' | Stade perruc, Hyères Játékvezető: Monetchet Nahi (elefántcsontparti) |

| 2008. május 22. 20:30 | Hollandia               | 0–2                 | Chile                                  | Stade perruc, Hyères Játékvezető: Firat Aydinus (török) |
| 2008. május 22. 20:30 | George 75′ Koenders 88′ | (0–1) (Jegyzőkönyv) | Fuenzalida 19' Orellana 84' (11-esből) | Stade perruc, Hyères Játékvezető: Firat Aydinus (török) |

| 2008. május 24. 18:30 | Chile                     | 2–0                 | Japán | Stade Murat, Solliès-Pont Játékvezető: Firat Aydinus (török) |
| 2008. május 24. 18:30 | Carmona 75' Morales 90+2' | (0–0) (Jegyzőkönyv) |       | Stade Murat, Solliès-Pont Játékvezető: Firat Aydinus (török) |

| 2008. május 24. 18:30 | Franciaország | 0–1                 | Hollandia  | Stade Saulnier, Saint Cyr Játékvezető: Kenji Ogiya (japán) |
| 2008. május 24. 18:30 |               | (0–0) (Jegyzőkönyv) | Kivuvu 53' | Stade Saulnier, Saint Cyr Játékvezető: Kenji Ogiya (japán) |

#### B csoport
| Csapat           | M | Gy | D | V | Lg | Kg | Gk | P |
| ---------------- | - | -- | - | - | -- | -- | -- | - |
| Olaszország      | 3 | 3  | 0 | 0 | 6  | 1  | +5 | 9 |
| Elefántcsontpart | 3 | 2  | 0 | 1 | 5  | 2  | +3 | 6 |
| Törökország      | 3 | 1  | 0 | 2 | 4  | 8  | −4 | 3 |
| Egyesült Államok | 3 | 0  | 0 | 2 | 2  | 6  | −4 | 0 |

| 2008. május 21. 15:50 | Törökország                     | 3–2                 | Egyesült Államok      | Stade Mayol, Toulon Játékvezető: Kenji Ogiya (japán) |
| 2008. május 21. 15:50 | Güngör 19' Şahin 35' Parlak 59' | (2–0) (Jegyzőkönyv) | Brunner 58' Ochoa 72' | Stade Mayol, Toulon Játékvezető: Kenji Ogiya (japán) |

| 2008. május 21. 18:10 | Elefántcsontpart | 0–2                 | Olaszország      | Stade Mayol, Toulon Játékvezető: Olivier Thual (francia) |
| 2008. május 21. 18:10 |                  | (0–0) (Jegyzőkönyv) | Giovinco 65' 73' | Stade Mayol, Toulon Játékvezető: Olivier Thual (francia) |

| 2008. május 23. 18:30 | Elefántcsontpart      | 1–0                 | Egyesült Államok | Stade Marquet, La Seyne Játékvezető: Jorg Sousa (portugál) |
| 2008. május 23. 18:30 | Djakpa 70' (11-esből) | (0–0) (Jegyzőkönyv) |                  | Stade Marquet, La Seyne Játékvezető: Jorg Sousa (portugál) |

| 2008. május 23. 20:50 | Olaszország                              | 2–1                 | Törökország                     | Stade Marquet, La Seyne Játékvezető: Lain Brines (skót) |
| 2008. május 23. 20:50 | Lanzafame 32' Marchisio 89' Guarente 68′ | (1–0) (Jegyzőkönyv) | Yılmaz 50' Güngör 68′ Erkin 70′ | Stade Marquet, La Seyne Játékvezető: Lain Brines (skót) |

| 2008. május 25. 18:00 | Olaszország           | 2–0                 | Egyesült Államok | Vallis Laeta, La Valette du Var Játékvezető: Steven Depiero (kanadai) |
| 2008. május 25. 18:00 | Abate 31' Dessena 36' | (2–0) (Jegyzőkönyv) |                  | Vallis Laeta, La Valette du Var Játékvezető: Steven Depiero (kanadai) |

| 2008. május 25. 18:00 | Elefántcsontpart              | 4–0                 | Törökország | Stade De Lattre, Aubagne Játékvezető: Olivier Thual (francia) |
| 2008. május 25. 18:00 | Cissé 43' 45+2' 86' Moura 75' | (2–0) (Jegyzőkönyv) | Özcan 51′   | Stade De Lattre, Aubagne Játékvezető: Olivier Thual (francia) |

### Egyenes kiesési szakasz
|  |                                 |                  |             |                                 |   |       |       |       |
|  | Elődöntők                       | Elődöntők        | Elődöntők   |                                 |   | Döntő | Döntő | Döntő |
|  | Elődöntők                       | Elődöntők        | Elődöntők   |                                 |   | Döntő | Döntő | Döntő |
|  | május 27. – Toulon, Stade Mayol |                  |             |                                 |   |       |       |       |
|  |                                 |                  |             |                                 |   |       |       |       |
|  | Chile                           | Chile            | 2           |                                 |   |       |       |       |
|  | Chile                           | Chile            | 2           | május 29. – Toulon, Stade Mayol |   |       |       |       |
|  | Elefántcsontpart                | Elefántcsontpart | 1           |                                 |   |       |       |       |
|  | Elefántcsontpart                | Elefántcsontpart | 1           |                                 |   | Chile | Chile | 0     |
|  | május 27. – Toulon, Stade Mayol |                  |             |                                 |   | Chile | Chile | 0     |
|  |                                 |                  | Olaszország | Olaszország                     | 1 |       |       |       |
|  | Olaszország                     | Olaszország      | Olaszország | Olaszország                     | 1 | 0 (5) |       |       |
|  | Olaszország                     | Olaszország      |             |                                 |   |       |       |       |
|  | Japán                           | Japán            | 0 (4)       |                                 |   |       |       |       |
|  | Japán                           | Japán            | 0 (4)       | Bronzmérkőzés                   |   |       |       |       |
|  |                                 |                  |             |                                 |   |       |       |       |
|  | május 29. – Toulon, Stade Mayol |                  |             |                                 |   |       |       |       |
|  |                                 |                  |             |                                 |   |       |       |       |
|  | Elefántcsontpart                | Elefántcsontpart | 2 (4)       |                                 |   |       |       |       |
|  | Elefántcsontpart                | Elefántcsontpart | 2 (4)       |                                 |   |       |       |       |
|  | Japán                           | Japán            | 2 (3)       |                                 |   |       |       |       |
|  | Japán                           | Japán            | 2 (3)       |                                 |   |       |       |       |

#### Elődöntők
| 2008. május 27. 18:00 | Chile                   | 2–1                 | Elefántcsontpart | Stade Mayol, Toulon Játékvezető: Paolo Tagliavento (olasz) |
| 2008. május 27. 18:00 | Morales 5' Orellana 60' | (1–0) (Jegyzőkönyv) | Djakpa 40'       | Stade Mayol, Toulon Játékvezető: Paolo Tagliavento (olasz) |

| 2008. május 27. 20:45 | Olaszország   | 0–0 | Japán | Stade Mayol, Toulon Játékvezető: Steven Depiero (kanadai) |
| 2008. május 27. 20:45 | (Jegyzőkönyv) |     |       | Stade Mayol, Toulon Játékvezető: Steven Depiero (kanadai) |

|                                            |       | 11-esekkel                                  |  |
| Bocchetti Abate Cigarini Candreva Giovinco | 5 – 4 | K. Honda Kajiyama Morishige Mizuno Mizumoto |  |

#### 3. helyért
| 2008. május 29. 18:00 | Elefántcsontpart       | 2–2                 | Japán                      | Stade Mayol, Toulon Játékvezető: Steven Depiero (kanadai) |
| 2008. május 29. 18:00 | Fofana 34' Cissé 90+4' | (1–0) (Jegyzőkönyv) | Escudero 72' Morishige 82' | Stade Mayol, Toulon Játékvezető: Steven Depiero (kanadai) |

|                                  |       | 11-esekkel                            |  |
| Djakpa Fofana Kone Anthony Cissé | 4 – 3 | Honda Morishige Morimoto Lee Mizumoto |  |

#### Döntő
| 2008. május 29. 20:45 | Chile | 0–1                 | Olaszország | Stade Mayol, Toulon Játékvezető: Jorg Sousa (portugál) |
| 2008. május 29. 20:45 |       | (0–0) (Jegyzőkönyv) | Osvaldo 70' | Stade Mayol, Toulon Játékvezető: Jorg Sousa (portugál) |

| 36. Touloni Ifjúsági Torna bajnoka: |
| ----------------------------------- |
| OLASZORSZÁG 1. cím                  |

## Góllövőlista
| 4 gólos - Sekou Cissé 2 gólos - José Pedro Fuenzalida - Pedro Morales Flores - Fabián Orellana - Constant Djakpa - Julien Quercia - Sebastian Giovinco 1 gólos - Carlos Carmona - Juan Gonzalo Lorca - Hans Martínez - Boris Sagredo - Anthony Moura - Beko Ismaël Fofana - Alexandre Bonnet - Xavier Pentecôte - Dominique Kivuvu - Sergio Ariel Escudero - Tadanari Lee - Takayuki Morimoto - Masato Morishige - Tsukasa Umesaki - Ignazio Abate - Daniele Dessena - Davide Lanzafame - Claudio Marchisio - Pablo Daniel Osvaldo - Eren Güngör - İlhan Parlak - Nuri Şahin - Aydın Yılmaz - Eric Brunner - Sammy Ochoa Öngól - Cyriaque Louvion (Chile ellen) |